# Don Martina

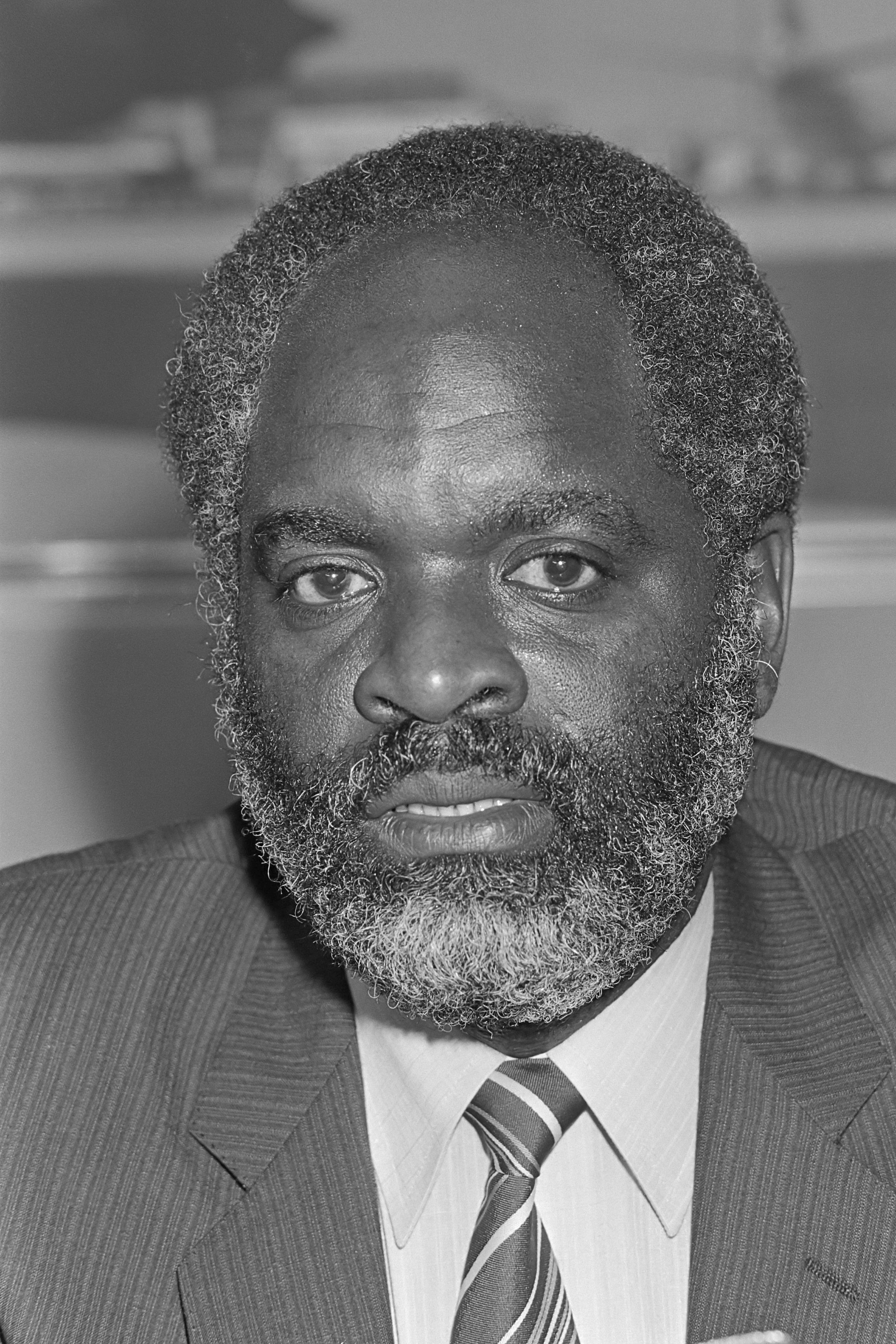
Don Martina in 1981

Dominico Felipe 'Don' Martina (1 mei 1935 – Willemstad, 21 december 2024) was een Curaçaos politicus. Martina was een van de oprichters van de Partido MAN. Hij was tweemaal premier van de Nederlandse Antillen: van november 1979 tot oktober 1984, en van januari 1986 tot juli 1988.
Tijdens zijn eerste termijn als premier kreeg hij te maken met discussies over de wens van Aruba om het staatsverband van de Nederlandse Antillen te verlaten. Aan het begin van zijn tweede termijn kreeg Aruba de status aparte. De economische gevolgen hiervan dwongen Martina om bezuinigingsmaatregelen te nemen. Na zijn premierschap was hij politiek leider van Partido MAN en lid van de Staten van de Nederlandse Antillen. In 1999 trok hij zich terug uit de actieve politiek. Sedert 2023 was hij minister van staat van Curaçao.

## Jeugd en begin carrière
Martina werd geboren op Curaçao op 1 mei 1935. Hij studeerde aan de Hogere technische school in Haarlem en vervolgens aan de University of the West Indies en de Columbia-universiteit. Martina was civiel ingenieur. Na de opstand op Curaçao in 1969 werd op 6 februari 1971 de Movementu Antia Nobo (de latere Partido MAN) opgericht door een groep jonge mannen waaronder Martina. De groep verzette zich tegen de vriendjespolitiek en corruptie op het eiland, die volgens hen na de gebeurtenissen van 1969 bleven bestaan. Bij de verkiezingen in 1971 werd Martina gekozen in de eilandsraad van Curaçao. Van 1972 tot 1976 was hij commissaris voor justitie.

## Eerste termijn als premier
Bij de Verkiezingen op de Nederlandse Antillen in 1979 werd Martina's Partido MAN de grootste partij en hij werd vervolgens premier. Hij vormde een coalitie met de Arubaanse Movimiento Electoral di Pueblo (MEP) en de Bonaire Patriottische Unie. In december 1979 of 1980 sloot ook de Democratische Partij zich aan.
In 1981 begonnen er gesprekken over de politieke toekomst van Aruba. Tijdens een rondetafelconferentie met 65 afgevaardigden voerden de Nederlandse Antillen, de zes eilanden en Nederland besprekingen. Martina en de Nederlandse minister Fons van der Stee wisselden het voorzitterschap van de vergaderingen af. Omdat de onderhandelingen tussen de Nederlandse Antillen, Nederland en Aruba niet goed liepen, verliet de Arubaanse MEP de coalitie, nadat de MEP-ministers hadden verklaard dat mogelijke olie-inkomsten bij de eilanden uitsluitend voor Aruba zouden zijn. Martina behield de parlementaire meerderheid toen de Democratische Partij Sint Maarten zich aansloot bij zijn coalitie. In 1982 trok een lid van de Democratische Partij van Sint Maarten zijn steun aan de regering weer in. In juni 1982 werden nieuwe verkiezingen gehouden om de impasse op te lossen. Het duurde tot oktober voordat Martina een nieuwe regering had gevormd.
In juni 1983 werd een oplossing gevonden voor de wensen van Aruba om onafhankelijk te zijn; Aruba zou per 1986 een status aparte krijgen en zou een land worden binnen het Koninkrijk der Nederlanden. In 1996 zou het onafhankelijk kunnen worden. De coalitie brak in juni 1984 uiteen toen verschillende MAN-afgevaardigden, waaronder de voorzitter van de Staten van de Nederlandse Antillen Roy Markes, de partij verlieten en de steun voor de coalitie opzegden. Dit leidde ertoe dat Maria Liberia-Peters van de Nationale Volkspartij premier werd.

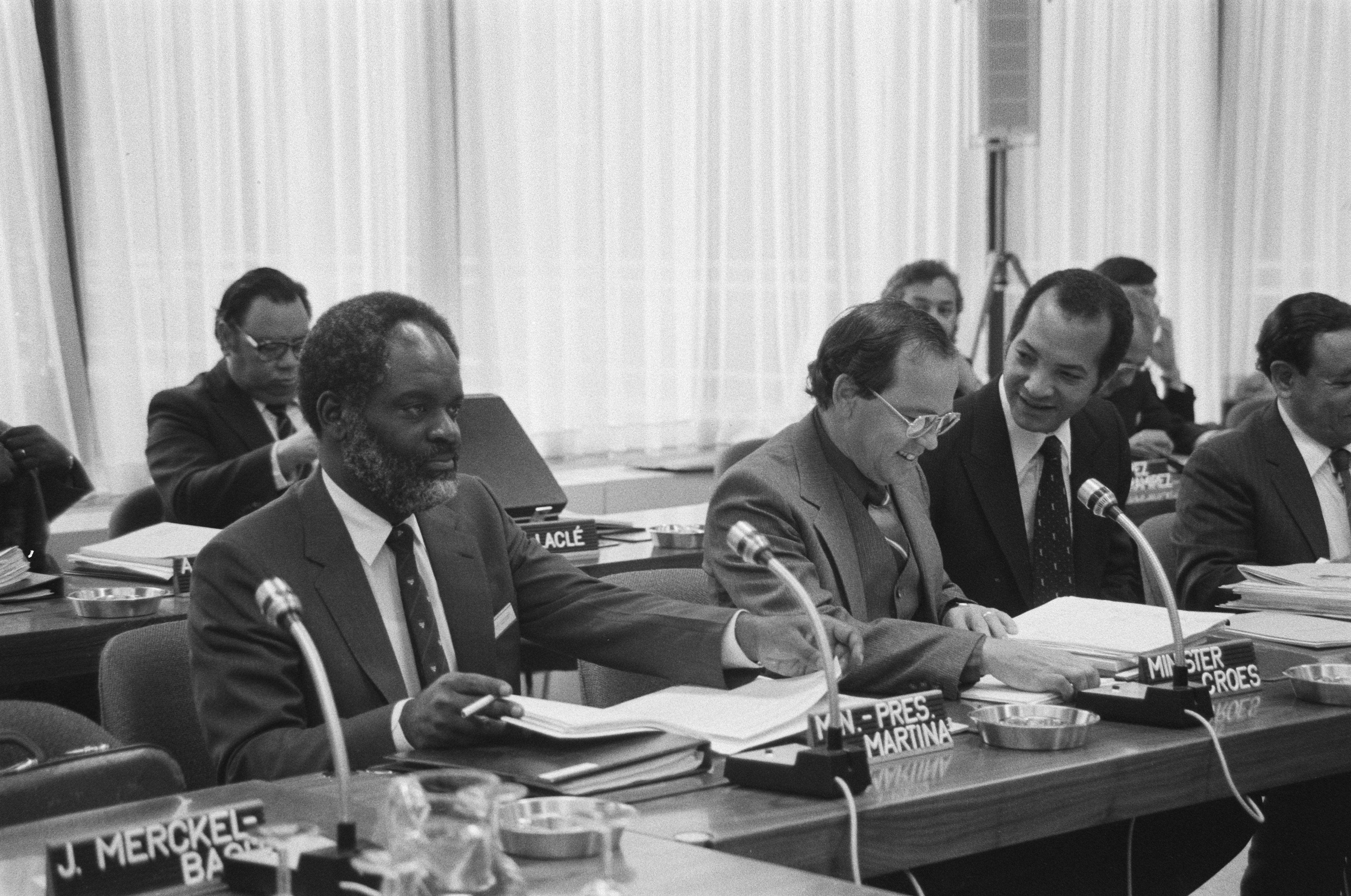
Don Martina tijdens de rondetafelconferentie over de staatkundige hervormingen, 1981.

## Tweede termijn als premier
Voor de daaropvolgende verkiezingen op de Nederlandse Antillen in 1985 voerde de Partido MAN onder Martina campagne tegen de crisisbelasting van 10% op inkomsten die was ingevoerd door Liberia-Peters. Verder verzette de partij zich tegen verschillende maatregelen met betrekking tot de opsplitsing van Aruba en de Nederlandse Antillen, zoals een samenwerkingsovereenkomst en de afspraak over de verdeling van goud en valuta. De Partido MAN was minder succesvol dan bij de verkiezingen van 1979. Desondanks slaagde Martina erin premier te worden nadat het Liberia-Peters niet was gelukt een regering te vormen.
In 1986 en 1987 verslechterde de economische situatie van de Nederlandse Antillen door het vertrek van Aruba, en verminderden inkomsten uit de olie industrie en de financiële dienstensector. Martina's regering voerde vervolgens bezuinigingsmaatregelen in. In 1986 wenste Claude Wathey van Sint Maarten een status aparte gelijk aan die van Aruba, of onafhankelijkheid voor zijn eiland.
Zijn regering kwam in maart 1988 ten val, na het verliezen van de steun van de Democratische Partij van Sint Maarten en Frente Obrero Liberashon (FOL - Arbeiders Bevrijdingsfront van 30 mei). Martina werd opnieuw opgevolgd door Liberia-Peters. In 1989 verklaarde Martina een hervorming van de Nederlandse Antillen te steunen, met minder sterke banden tussen de resterende vijf eilanden.

## Latere carrière
Tijdens zijn politieke carrière zat Martina ook meerdere jaren in de Staten van de Nederlandse Antillen. Na zijn premierschap ging hij verder als partijleider van de Partido MAN. Bij de verkiezingen op de Nederlandse Antillen in 1994 verwierf zijn partij 2 van de 22 zetels en nam vervolgens deel aan de regering van premier Miguel Pourier.
Sinds de Curaçaose eilandsraadsverkiezingen van 1995 was Martina's Partido MAN lid van de regeringscoalitie, samen met de Partido Antiá Restrukturá (PAR - Partij voor Geherstructureerde Antillen). In 1997 en 1998 verloor de Partido MAN steun. In de Curaçaose eilandraadsverkiezingen van 1999 verloor de partij vier van de zes zetels. Martina kondigde vervolgens zijn afscheid uit de actieve politiek aan.
In 2011 verliet Martina samen met zijn twee zonen de Partido MAN. Martina was niet gelukkig met de koers die de partij volgde. Hij bekritiseerde ook de samenwerking met de Movementu Futuro Kòrsou .(Beweging voor de Toekomst van Curaçao) en Pueblo Soberano (Onafhankelijk Volk). In augustus 2016, nadat Hensley Koeiman het roer van de partij had overgenomen, keerden Martina en zijn zonen terug naar Partido MAN.
Martina voerde campagne voor de rehabilitatie en uitroeping tot nationale held van Tula, een slaafgemaakte die de Curaçaose Slavenopstand van 1795 leidde en vervolgens werd geëxecuteerd. In 2013 werd Tula uitgeroepen tot nationale held. Martina heeft zich ook uitgesproken voor verbeterd waterbeheer op Curaçao.
Sedert 2023 was hij minister van staat van Curaçao.

## Privé
Martina had drie kinderen. Zijn dochter Helen Martina is een bekend (beeldhouwend) kunstenares.  Martina's zoon Steven Martina was minister van economische ontwikkeling in het Kabinet-Rhuggenaath.

## Trivia
- In 2010 verscheen een boek over Martina: Don Martina: waardig en rechtvaardig.
- In 2015 werd de Emancipatie en Rijkseenheid Boulevard naar hem hernoemd tot de Dominico F. 'Don' Martina Boulevard. De beslissing werd bekend gemaakt op de 80ste verjaardag van Martina.
- In januari 2021 werd Martina het eredoctoraat van de University of the West Indies uitgereikt voor zijn leiderschap in openbaar bestuur.[23]

Moises Frumencio da Costa Gomez · 
Efraïn Jonckheer · 
Ciro Kroon ·
Gerald Sprockel ·
Ernesto Petronia ·
Ronchi Isa ·
Otto Beaujon · 
Juancho Evertsz · 
Lucina da Costa Gomez-Matheeuws ·
Boy Rozendal ·
Miguel Pourier · 
Don Martina ·
Maria Liberia-Peters · 
Suzy Camelia-Römer ·
Alejandro Felippe Paula · 
Etienne Ys ·
Ben Komproe ·
Mirna Louisa-Godett ·
Emily de Jongh-Elhage
- Nederlandse Thesaurus van Auteursnamen: 329252089
- Virtual International Authority File: 289140672
- WorldCat: E39PBJkhDD9YbFWwK8cXHDHQv3